# Vicious Irene

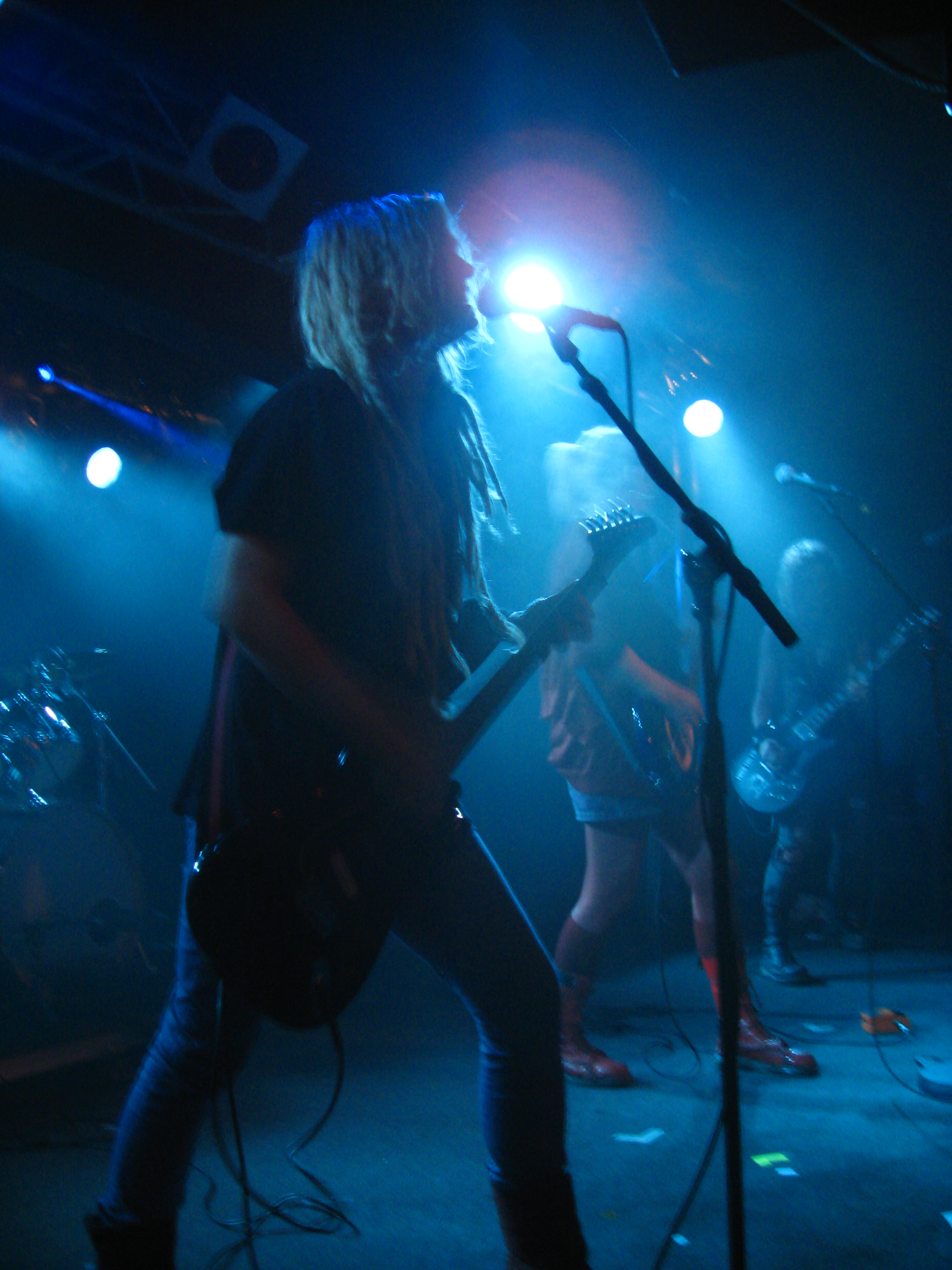
Vicious Irene spelar på Debaser Slussen i december 2008.

Vicious Irene är ett punkband från Göteborg som bildades i slutet av 2001. De har gett ut flera skivor och turnerat runt om i Europa.

## Diskografi
- Trash your future (EP)
- Don't suffer in silence (EP)
- Takin the night back (EP)
- Pink Pollution (CD)
- Screaming mean Vicious Irene (CD)

### På samlingar
- The Recipe Book (2008)
- Tomboy (2005)
- Rookie' (2004)
- 8 mars (2004)
- Her Riot volume one
- Rokkulär fetmusikfrånsvgbg (2003)
- Musik från Mjällbo (2002)